# La Vie en plus (roman)
Pour les articles homonymes, voir La Vie en plus.
La Vie en plus est un roman de Georges-Patrick Gleize paru en 2005.

## Résumé
En septembre 1969, en plein cœur des Pyrénées ariégeoises, en Couserans, Raymond Lacombe achève la saison des estives dans les derniers flamboiements de l'été finissant. Cette nuit-là survient un ours qui massacre plusieurs brebis. Raymond décide de redescendre plus tôt, ce qui provoque la colère de Vidal, le plus gros propriétaire de la vallée, un homme dur et âpre au gain. Poursuivi par la haine de son patron en une opposition violente, Raymond trouve l'aide inattendue d'un jeune couple de Parisiens que les gens du pays considèrent comme des « zippies ». Bientôt, il découvre les pages noires d'une sombre histoire où, de l'ours et de l'homme, l'ennemi n'est pas toujours celui qu'on croit.